# Jacob Laursen
Jacob Thaysen-Laursen (Vejle, 6 de outubro de 1971) é um ex-futebolista profissional dinamarquês, defensor retirado.

## Carreira
Jacob Thaysen-Laursen representou a Seleção Dinamarquesa de Futebol nas Olimpíadas de 1992.

## Títulos
Silkeborg IF
- Danish Superliga: 1994

FC Copenhagen
- Danish Superliga: 2001

Dinamarca
- Copa Rei Fahd de 1995